# Conrad Stucheli
Conrad Stucheli (ur. w 1892, zm. ?) – szwajcarski strzelec, olimpijczyk.
Stücheli wystąpił w dwóch konkurencjach podczas Letnich Igrzysk Olimpijskich 1924. Indywidualnie uplasował się na 24. pozycji w karabinie dowolnym leżąc z 600 m. Wraz z drużyną zajął czwarte miejsce w karabinie dowolnym (skład zespołu: Jakob Reich, Arnold Rösli, Wilhelm Schnyder, Conrad Stücheli, Albert Tröndle).

## Wyniki

### Igrzyska olimpijskie
| Igrzyska | Konkurencja                  | Wynik                            | Miejsce | Źródło |
| -------- | ---------------------------- | -------------------------------- | ------- | ------ |
| IO 1924  | Karabin dowolny leżąc, 600 m | 82 pkt.                          | 24      | [ 1 ]  |
| IO 1924  | Karabin dowolny, drużynowo   | 635 pkt. (druż.) 125 pkt. (ind.) | 4       | [ 2 ]  |